# Ірина Дукена
Ірина Дукена (дав.-гр. Εἰρήνη Δούκαινα; бл. 1066 —19 лютого 1138) — візантійська імператриця.

## Життєпис
Походила з династії Дук. Донька Андроніка Дуки та Марії Болгарської. Народилася близько 1066 року. В 11 років 1078 року вийшла заміж за військовика Олексія Комніна. Завдяки цьому останній отримав підтримку впливового роду Дук, який було відсторонено від влади Никифором III Вотаніатом.
У 1081 році її чоловік став імператором, але саму Ірину зроблено імператрицею через 7 днів після коронації самого Комніна. Втім стосунки з останнім були поганими, оскільки Олексій I кохав Марію Аланську. Імператор навіть подумував про розлучення з Іриною. Але побоювався виступу проти себе роду Дук, які мали чималий вплив серед столичної знаті, а Олексій I ще не зміцнив владу. До того ж Ірину підтримав константинопольський патріарх Косьма I. Втім поступово неприязнь між подружжям переросла в дружбу, і Ірина стала поступово позитивно впливати на чоловіка, особливо після народження спадкоємців трону.
Дукені довелося боротися за вплив на чоловіка зі своєю свекрухою Анною Далассеною. Її віддалення від двору ще більше зміцнило політичний вплив Ірини. Незабаром імператор вже не міг більше обходитися без дружини. У нього увійшло в звичку скрізь брати її з собою: в подорожі, навіть у воєнні походи (1107 року — проти Боемунда Антіохійського, 1112 року — до Херсонесу). З цього часу Ірина Дукена виявляла себе як честолюбний політик. За зауваженням Анни Комниної, «вона вміла швидко розбирати, що коли потрібно було за даних обставин, і ще швидше розкривати інтриги ворогів». Під час відсутності чоловіка разом із зятем Никифором Бриєннієм виконувала обов'язки регента.
Ірина Дукена мала намір передати престол улюбленій доньці Анні та її чоловікові Никифору Бриєннію Молодшому. Втім, коли чоловік вмирав, Ірина не взяла участі в змові своєї дочки Анни проти її брата Іоанна.
Після смерті імператора у 1118 році вирішила підтримати доньку Анну та зятя Бриєннія проти сина Іоанна II, але зазнала невдачі. Тому невдовзі вимушена була віддалилитися до монастиря Кехарітомен, який заснувала у 1116 році. Тут померла у 1138 році.

## Опис і характер
Дукена не була красунею. Вона була висока на зріст, добре складена, у неї були прекрасні точені руки і зелені очі. Але занадто червоні щоки кидалися в очі навіть здалеку. Ірина не любила вбиратися і практично не користувалася косметикою. Її дратували публічні імператорські церемонії, оскільки вона не любила говорити, і на придворних святах залишалася мовчазною і стриманою.
Ірина не любила оточувати себе численною прислугою; у неї були прості смаки, час вона проводила за читанням книг і в роздумах. Займалася благодійністю. Вона завжди допомагала ченцям, жебракам, біднякам. Імператриця мала сильний характер, була смілива, розумна, холоднокровна, володіла діловим розумом.

## Родина
Чоловік — Олексій I Комнін, візантійський імператор
Діти:
- Анна (1083—1153/55), письменниця
- Марія (1085 — після 1136), дружина : 1) Григорія Гавраса; 2) Никифора Катакалона
- Іоанн (1087—1143), візантійський імператор в 1118—1143 роках
- Андронік (1091—1131)
- Ісаак (1093—1152), мав сина Андроніка
- Євдокія (1094—1130/31), дружина Михайла Лазітеса
- Феодора (1096 — після 1124), дружина Костянтина Ангела
- Мануел (1097—1098)
- Зоя (1098).